# 洛美—布利塔铁路
洛美—布利塔铁路（法語：Ligne de Lomé à Blitta），是多哥的一條從首都洛美通往中部区布利塔的米軌鐵路，全長276千米。路線於德意志帝国统治时期的1908年开始铺设，并最终于1933年通车至布利塔。

## 历史
德意志帝国在19世纪后期占领多哥後，为了输送当地的经济作物及矿产原料，同时维护自身殖民统治，德国遂于1908年开始研议修筑从沿海直达内陆地区的铁路，最初，殖民政府只为铁路建设工程申请了1,120万德国马克的资金，建设总长约165公里，计划路线始于洛美，终于阿塔帕梅，在长期规划中，该铁路还将延伸至铁矿产区班杰利，1911年4月，洛美至阿博努（Agbonou）的路段鋪軌通車，由于地形险峻制约，阿博努至阿塔帕梅段的路线直到1913年5月2日才竣工通车:64-65。通车后的铁路主要承担棉花外运的业务，因此德国人也将这条铁路称为“棉花线”（Baumwoll-Bahn）。
德國在第一次世界大戰中战败後，多哥兰部分领土也于1919年随《凡爾賽條約》的签订被移交予法國:437,1224:658，法国殖民政府接管了这条铁路，随即于1929年动工扩建，阿博努至布利塔112公里的铁路最终于1933年通车。法国还曾计划将铁路向北连接索科德，但因为资金不足未能实现:52。1960年多哥独立后，政府曾修筑一条通往塔利博水泥厂的支线铁路，并于1980年通车，但该支线随即因水泥厂生产成本高昂于1985年停运。

## 现况
洛美—布利塔铁路现由多哥国家铁路公司（La Société Nationale des Chemins de Fer du Togo）负责经营管理，其全长约286公里，为多哥国内运行里程最长的铁路。路线大致呈南北走向，发自洛美车站，由西南至东北先后连接策維埃、诺策、阿博努等城镇，并止于该国北部的布利塔，而阿博努至阿塔帕梅的分岔线则已经停运。该铁路主要承担矿石与水泥等产品的运输业务。